# Мардарий (Ускокович)
Епископ Мардарий (серб. Епископ Мардарије, в миру Иван Ускокович, серб. Иван Ускоковић; 22 декабря 1889, Подгорица, Черногория — 12 декабря 1935, Анн-Арбор, Мичиган) — епископ Сербской православной церкви, управляющий Сербскими приходами в США.
29 мая 2015 года решением Архиерейского собора Сербской православной церкви причислен к лику святых.

## Биография
После 9-летнего обучения в светской школе поступил послушником в монастыре Студеница, где с благословения епископа Жичского Саввы (Барача) в 1909 году принял монашество и хиротонисан во иеродиакона.
Митрополитом Сербским Димитрием направлен на служение на подворье Сербской православной церкви в Москве.
Вскоре поступил в Волынскую духовную семинарию (располагалось в Житомире), но позднее перевёлся в Кишинёвскую духовную семинарию, которую окончил в 1912 же году.
В том же году возведён в достоинство протосинкелла митрополита Черногорского и поступил в Санкт-Петербургскую (с 1914 года Петроградскую) духовную академию.
Вице-председатель Всероссийского русско-черногорского благотворительного общества. В годы учёбы в Академии, в качестве командированного Святейшим Синодом выступал с лекциями как делегат Всероссийского попечительства о пленных славянах.
В 1916 году окончил Петроградскую духовную академию со степенью кандидата богословия. Преподавал в славянской гимназии профессора Грибовского.
Из показаний С. П. Белецкого ЧСК Временного правительства (24.06.1917):

С этим иноком я не был знаком. Собирая о нём сведения, я поручил А. А. Кону, познакомившись с ним, дать мне его характеристику. А. А. Кон с отцом Мардарием сошёлся довольно близко, увлекся им и начал мне внушать, что это особенный человек, начиная с внешности и кончая складом его духовного мировоззрения. Лично моё впечатление от знакомства с отцом Мардарием и полученные мною о нём сведения несколько иначе рисовали облик этого монаха, строго обдумывавшего свой каждый шаг. Затем я знал, что отец Мардарий принимал деятельное участие в кружке гр. Игнатьевой и был принят во многих других салонах, возбуждая к себе большой интерес. Вместе с тем, в эту пору я получил имевшиеся в генеральном штабе сведения о том, что ряд сделанных этим иноком объездов по лагерям военнопленных солдат внушает опасение, в силу разговоров, которые вёл с ними Мардарий, в обслуживании Мардарием интересов неприятельской (в данном случае речь шла об Австрии) воюющей с нами державы. Сведения эти были сообщены в академию обер-прокурором, доложены и мною и обер-прокурором владыке митрополиту; сделались они впоследствии известны и Мардарию. Хотя наблюдение за ним и поверка не подтвердили правильности вывода генерального штаба, но, тем не менее, я сообщил об этом А. А. Вырубовой, Воейкову и Распутину, чем доставил Распутину видимое удовольствие, так как поездки к знакомым в Царское Село отец Мардарий должен был прекратить. Затем отец Мардарий, когда я уже ушёл, по мысли Кона, желавшего примирить Распутина с Мардарием, несколько раз с ним виделся у Кона и, несмотря на все старания, которые Мардарий принимал к примирению с ним Распутина, последний не только не пошёл этому навстречу, но грубо (это было один раз в моем присутствии), не стесняясь сидевших за столом, обрывал отца Мардария и потом мне передал, что если Кон не перестанет приглашать Мардария, то он прекратит к нему ездить. Затем, когда Мардарий окончил академию и, не имея возможности, в виду военных действий, выехать на родину, не желая прерывать связей с Петроградом, нашёл себе законоучительские занятия в славянской гимназии проф. Грибовского, Распутин настоял у владыки Питирима на назначении Мардария на Кавказ, несмотря на все просьбы некоторых близких к Распутину дам, потребовал выезда Мардария из Петрограда и успокоился тогда, когда Мардарий уехал из Петрограда, что, не указывая причин, я ему посоветовал сделать, когда он явился ко мне за поддержкой у митрополита об оставлении его в Петрограде.
С 17 августа 1916 года назначен преподавателем гомилетики и соединённых с нею предметов Александровской Ардонской духовной семинарии. Не хотел ехать в семинарию, так как поступил вольнослушателем в Петроградский университет, и прибыл туда только 10 января 1917 года.
3 июля 1917 года Святейшим Синодом назначен руководителем Сербской миссии в Америке, по случаю чего был возведён в достоинство архимандрита.
Был вице-президентом и преподавателем истории славянских государств в Русском Народном Университете в Чикаго.
28 февраля 1919 года на заключительной сессии II Всеамериканского Собора РПЦ в Кливленде епископ Александр (Немоловский) представил участникам Собора кандидатуры архимандрита Мардария (Ускоковича) для посвящения в сан епископа в целях окормления сербских приходов в Северной Америке и архимандрита Феофана (Ноли) для албанских приходов. Собор одобрил обоих кандидатов с условием, что они будут одобрены и Сербской и Албанской Церквами соответственно.
Так как для его хиротонии нужно было разрешение патриарха Тихона, а связь с ним была затруднена, архимандрита Мардария направили в Белград. Однако в Сербии его назначили на другой пост — игуменом Раковицкого монастыря и руководителем расположенной в нём монашеской школы.
5 декабря 1925 года единогласно был избран Архиерейским Собором СПЦ в Сремских Карловцах на американскую кафедру.
25 апреля 1926 году в Соборной церкви Белграда Сербским Патриархом Димитрием (Павловичем) хиротонисан во епископа Американо-Канадского и 8 мая 1927 года прибыл в США.
29-30 мая 1927 года в Чикаго, в Монастыре святого Саввы, состоялся 1-й Великий сербский народный собор под председательством епископа Мардария, где было принято решение об учреждении временного епархиального совета из 23 членов, созываемого епископом каждые 4 месяца, и образовании епархиального фонда для финансирования епископа, совета и сербских школ.
1 сентября 1927 года под председательством епископа Мардария состоялся 1-й Церковно-народный собор, на котором присутствовали по 3 делегата от каждого прихода, по 5 делегатов от союзов «Србобран-Слога», «Слобода» и «Србадиjа» и по одному представителю от сербских обществ. Собор принял епархиальный устав, сформировал епархиальный совет.
Скончался 12 декабря 1935 года в Америке. Похоронен 18 декабря в монастыре Святого Саввы в Либертивилле.

## Канонизация
В октябре 2014 года была выпущена книга «Жития епископа Мардария Либертивилльского и архимандрита Севастиана Джексонского». Как поясняется на сайте Сербской православной церкви, «основным мотивом для публикации этой агиографической работы было желания, чтобы освежить память об этих христоподобных людях»
Архиерейским Собором Сербской Православной Церкви, состоявшимся с 14 по 29 мая 2015 года, причислен к лику святых. День памяти святителя Мардария (Ускоковича) определено праздновать 12 декабря.
5 сентября 2015 года патриарх Сербский Ириней во время своего визита в США совершил официальный чин прославления святителя Мардария. 5 мая 2017 года были обретены его нетленные мощи.
6 октября 2017 года решением Священного Синода Русской православной церкви включён в месяцеслов Русской православной церкви.